# Agencia Chilena del Espacio
La Agencia Chilena del Espacio (ACE) fue un comité asesor de la Presidencia de la República de Chile, que funcionó entre los gobiernos de Ricardo Lagos (julio de 2001) y Sebastián Piñera (octubre de 2013), creado para desarrollar y expandir el conocimiento de las ciencias relacionadas con el espacio exterior y el beneficio asociado a la aplicación de la tecnología espacial a distintas áreas de la actividad nacional. Con su creación quedó desactivado el anterior Comité de Asuntos Espaciales del Ministerio de Defensa de Chile. En octubre de 2013 la ACE quedó disuelta con la creación del Consejo de Ministros para el Desarrollo Digital y Espacial, pero el decreto respectivo quedó sin publicar hasta el siguiente gobierno, de Michelle Bachelet, que lo oficializó en marzo de 2014 y activó el nuevo comité durante ese año. 
La ACE se creó en calidad de comisión asesora de la Presidencia de la República, siendo su cometido central la identificación, formulación y ejecución de políticas, planes, programas, medidas y demás actividades relativas a materias espaciales. Sería, asimismo, el órgano de coordinación entre las instituciones públicas que tuvieran competencias asociadas a dichas materias.

## Tareas específicas
Las tareas de esta agencia fueron:
- Proponer la política nacional espacial y la verificación de su cumplimiento a través de los medios adecuados;
- Asesorar a la Presidencia de la República en materia de política exterior de Chile en lo que atañe, específicamente, a materias que tengan incidencia en asuntos espaciales (en coordinación con el Ministerio de Relaciones Exteriores);
- Proponer criterios para la asignación de recursos que se destinen al desarrollo espacial;
- Promover el intercambio científico, tecnológico y académico así como la enseñanza, investigación y difusión de las materias relacionadas con la actividad espacial, etc.

## Estructura
La ACE estaba integrada por 14 miembros: Los Subsecretarios de Aviación (presidente); de Relaciones Exteriores; de la Secretaría General de la Presidencia; de Educación y de Telecomunicaciones; el presidente de CONICYT; el director de Política Especial de Relaciones Exteriores; el Jefe de Estado Mayor de la Defensa Nacional; un representante de la Fuerza Aérea de Chile (FACh); el Secretario Ejecutivo del Consejo de Rectores de Universidades Chilenas; dos científicos con experiencia en ciencia y tecnología espacial y dos representantes del mundo empresarial.
Los miembros de la Agencia y del Comité de Asesoría Técnica desempeñaron sus funciones ad honorem.
La ACE contó con un Secretario Ejecutivo que asistía al Presidente de la Comisión en el cumplimiento de sus funciones, y actuaba como coordinador de la Agencia ante los organismos de la Administración del Estado. Se desempeñó como Secretario Ejecutivo de la Agencia, el presidente de CONICYT. Además, existe un comité de asesoría técnica, integrado por cinco miembros nombrados por acuerdo de la Agencia, que servirán de apoyo a las funciones de ésta.

## Historia
El tema relativo a la creación de la ACE fue debatido por largo tiempo en las distintas instancias relacionadas con esta materia, en cuanto a su establecimiento por ley o por decreto. Dentro del marco de colaboración de CONICYT, en su oportunidad, se trabajó en un exhaustivo texto de ley sobre la creación de esta Agencia, con un estatus jurídico semejante a CONICYT, atendida la relevancia del tema espacial a nivel nacional e internacional.

## Las necesidades de su creación
En la actualidad, el desarrollo productivo de Chile exige que cada año instituciones públicas y privadas desembolsen cerca de 500 millones de dólares en la adquisición de servicios satelitales y productos espaciales varios. El problema es que buena parte de estas compras - hay que considerar que una imagen de satélite cuesta unos mil dólares- se efectúan con ineficiencia ya que la falta de un organismo que centralice el tema espacial hace que, usualmente, una misma toma satelital sea adquirida varias veces por diferentes instituciones nacionales.

## Logros
La ACE fue una iniciativa largamente deseada e impulsada por la Fuerza Aérea de Chile (FACh), especialmente durante la gestión del excomandante en Jefe, general Ramón Vega, quién impulsó la participación de esta institución en el área espacial, a través del Proyecto FASat, que puso dos satélites chilenos en órbita.
Personal chileno de la DGAC y de la FACh, construyeron el FASat-Alfa y tomaron por primera vez un contacto directo con la tecnología espacial.
- El FASat-Alfa, lanzado en un cohete ucraniano el 31 de agosto de 1995, no pudo activarse al no lograr desprenderse de su nave madre, quedando adherido a ésta en una órbita polar a una altitud de 650 kilómetros.
- El FASat Bravo, lanzado por los rusos mediante un cohete Zenit, como carga secundaria del satélite ruso Resurs, el 10 de julio de 1998, operó con éxito hasta que dejó de funcionar al agotar sus baterías recargables luego de 13.000 órbitas alrededor de la Tierra.
- El FASat-Charlie o SSOT[5] envía fotografías a las antenas receptoras y monitorea los recursos naturales, supervisando el cambio climático global e impactos medioambientales. También temas militares tales como defensa e inspección de los límites y fronteras del país. El costo de este satélite fue de 72 millones de dólares. Fue lanzado el 16 de diciembre de 2011. Algunas especificaciones técnicas la resolución de imágenes es de 1.45 hasta 5.8 metros dependiendo del modo de uso, está a una altitud de 620 km pasa cada 5 días por Chile.

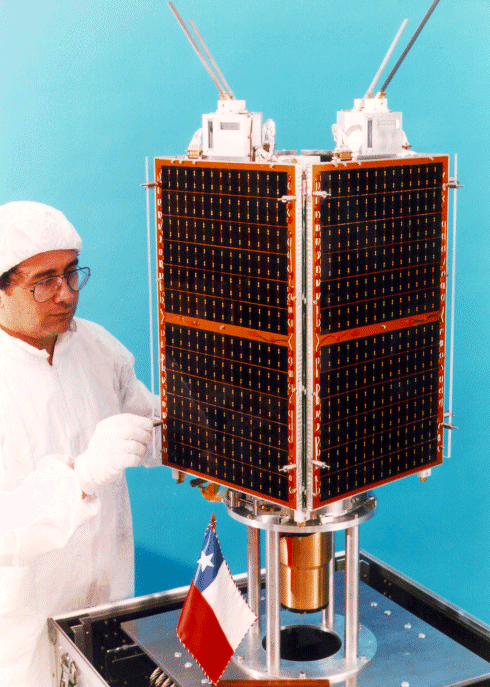
FASat-Alfa
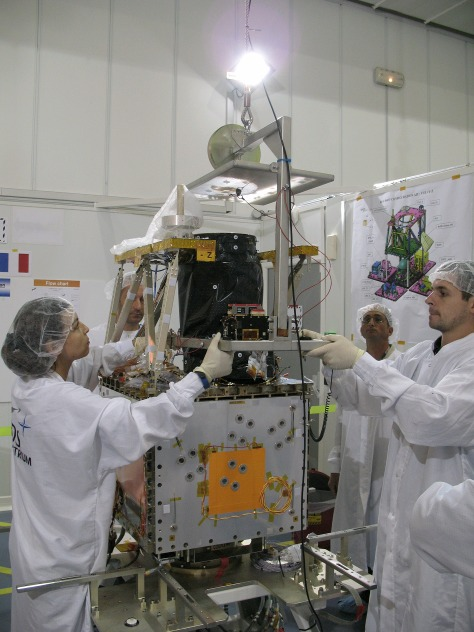
FASat-Charlie (SSOT)